# لاوسون هایتس (پنسیلوانیا)
لاوسون هایتس (به انگلیسی: Lawson Heights) یک منطقهٔ مسکونی در ایالات متحده آمریکا است که در شهرستان وستمورلند، پنسیلوانیا واقع شده‌است. لاوسون هایتس ۴٫۰ کیلومتر مربع مساحت و ۲٬۳۳۹ نفر جمعیت دارد.